# Hans Friderichs

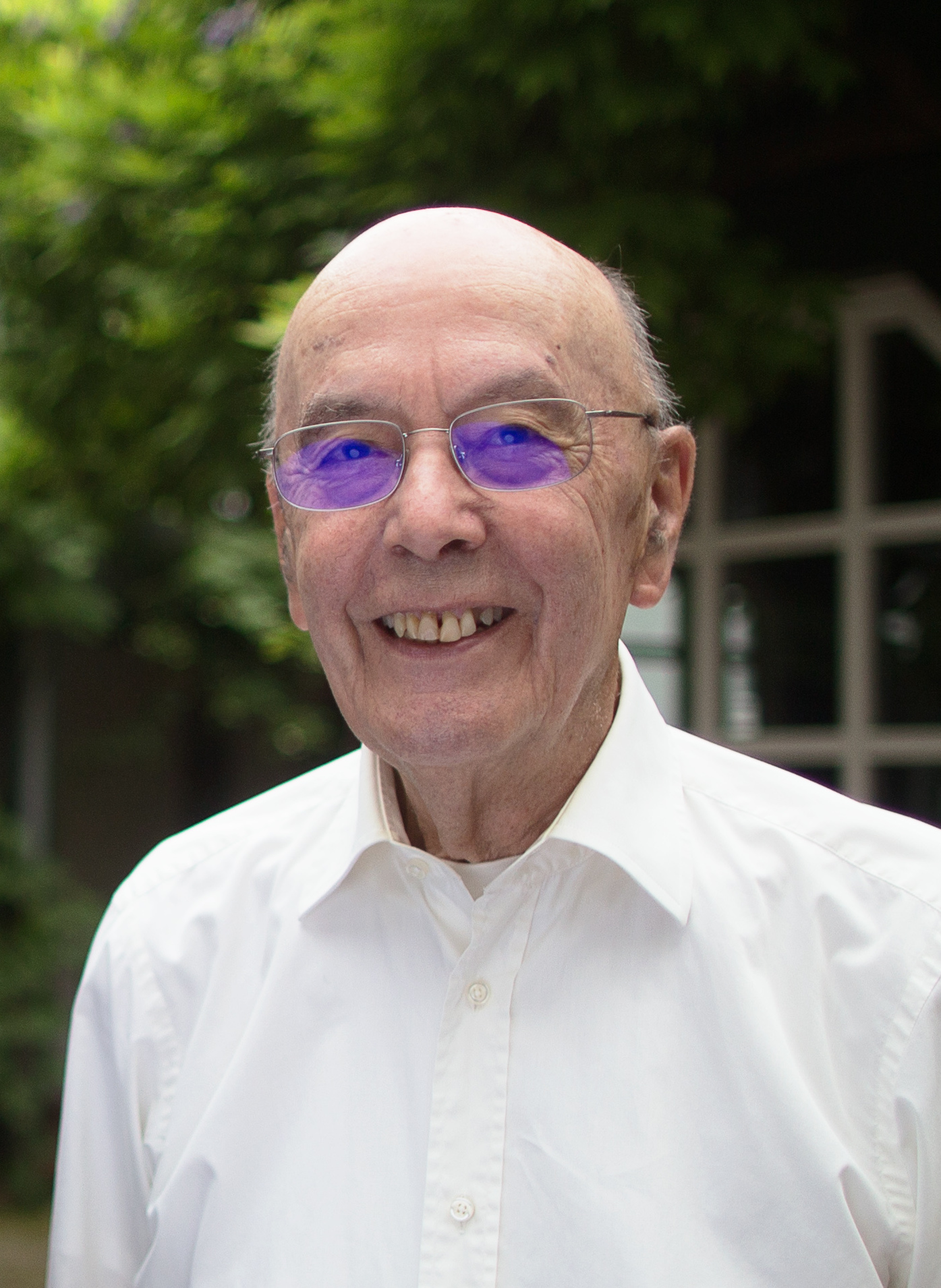
Hans Friderichs, 2017

Hans Friderichs (* 16. Oktober 1931 in Wittlich) ist ein deutscher Politiker (FDP) und Manager. Er war von 1972 bis 1977 Bundesminister für Wirtschaft.

## Leben und Beruf
Nach dem Abitur 1950 absolvierte Friderichs ein Studium der Rechtswissenschaft in Marburg, Graz und Mainz. In Marburg wurde er Mitglied des Corps Teutonia. Die Ausbildung beendete er 1959 mit dem zweiten juristischen Staatsexamen. 1957 erfolgte seine Promotion zum Dr. jur. Er war dann bis 1963 Geschäftsführer der Industrie- und Handelskammer für Rheinhessen in Bingen.
Nach der Ermordung des Vorstandssprechers der Dresdner Bank Jürgen Ponto durch RAF-Terroristen trat Friderichs 1977 in den Vorstand der Dresdner Bank ein und amtierte hier von 1978 bis 1985 als Vorstandssprecher. Der direkte Wechsel von der Politik in die Wirtschaft wurde kritisiert – der einstige Wirtschaftsminister Friderichs hatte damit plötzlich ein rund zehnmal höheres Gehalt als der deutsche Bundeskanzler.
Im Jahr 1983 geriet Friderichs ins Zwielicht der Flick-Spenden-Affäre. Das Magazin Der Spiegel hatte aufgedeckt, dass der Flick-Konzern Gelder an Parteien und ihnen nahestehende gemeinnützige Organisationen gezahlt hatte, ohne dass die Zahlungen beim Finanzamt korrekt abgerechnet worden waren. 1983 erhob die Staatsanwaltschaft Anklage gegen ihn wegen Bestechlichkeit. Als sie 1985 eine Anklage wegen Steuerhinterziehung nachschob, trat Friderichs als Vorstandssprecher zurück. Am 16. Februar 1987 sprach ihn das Bonner Landgericht mit einem „Freispruch dritter Klasse“ zwar vom Vorwurf der Bestechlichkeit frei, verurteilte ihn aber wegen Steuerhinterziehung zu einer Geldstrafe in Höhe von 61.500 Mark. Die Richter urteilten, es bestehe der „erhebliche Verdacht“, dass der Flick-Konzern Friderichs „die angeklagten Barzahlungen tatsächlich hat zukommen lassen“.
In seine Zeit als Aufsichtsratsvorsitzender der Minol AG 1992 fiel die Leuna-Affäre. Friderichs gehört den Aufsichtsräten der Goldman Sachs Investment Management GmbH, der Leica Camera AG und der Schneider Electric S.A. an. Von November 2007 bis Mai 2009 war er Aufsichtsratsvorsitzender der adidas AG. Außerdem bekleidet er dieses Amt bei der Allit AG Kunststofftechnik in Bad Kreuznach.
Von 1991 bis 1992 war er Mitglied des Kuratoriums der Friedrich-Naumann-Stiftung. Friderichs war bis 2009 Ehrenvorsitzender des Kuratoriums der Stiftung Stadt Wittlich und ist Mitglied im Gründungsvorstand der im Juni 2005 in Mainz gegründeten Stiftung Arp Museum Bahnhof Rolandseck.
Friderichs war bis zum 31. Dezember 2013 Vorsitzender des Hochschulrates der Johannes Gutenberg-Universität Mainz und war zudem Vorsitzender des Hochschulkuratoriums der JGU. Im Sommer 2006 scheiterte der Wahlvorschlag für die Präsidentenwahl der Universität. Zwei der drei vorgeschlagenen Kandidaten zogen ihre Kandidatur vorzeitig zurück. Der erneute Vorschlag des Kuratoriums unter Friderichs Vorsitz stieß auf Kritik, da wiederum nur externe Kandidaten herangezogen und dem Kuratorium zudem von studentischen Senatsmitgliedern Verfahrensfehler vorgeworfen wurden.

## Partei

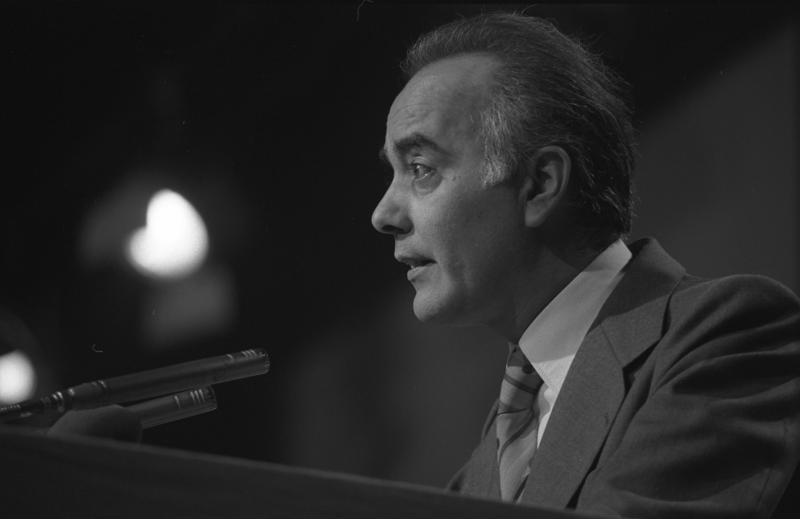
Hans Friderichs (1975)

Seit 1956 ist Friderichs Mitglied der FDP. Von 1963 bis 1964 war er Stellvertretender Bundesgeschäftsführer. Von 1964 bis 1969 war er Bundesgeschäftsführer der FDP. Von 1974 bis 1977 amtierte er als Stellvertretender Bundesvorsitzender der FDP.

## Abgeordneter
Friderichs war von 1960 bis 1964 Mitglied des Kreistages von Bingen und dort Vorsitzender der FDP-Fraktion. Von 1965 bis 1969 war er Mitglied des Deutschen Bundestages. Am 13. Dezember 1972 wurde er aufgrund der Urteile des Bundesverfassungsgerichts und des Wahlprüfungsgerichts Rheinland-Pfalz Abgeordneter des Rheinland-Pfälzischen Landtages. Das Bundesverfassungsgericht hatte das Landeswahlgesetz teilweise für verfassungswidrig erklärt. Sein Landtagsmandat legte er aber bereits am 9. Januar 1973 nieder; für ihn rückte Max Günther Piedmont ins Parlament nach. Bei der Bundestagswahl 1976 wurde er erneut in den Bundestag gewählt, dem er bis zu seiner Mandatsniederlegung am 8. November 1977 angehörte. Das Abgeordnetenmandat übernahm Helmut Schäfer.

## Öffentliche Ämter
1969 wurde Friderichs vom damaligen Rheinland-Pfälzischen Ministerpräsidenten, Helmut Kohl, zum Staatssekretär im Ministerium für Landwirtschaft, Weinbau und Forsten des Landes Rheinland-Pfalz ernannt und behielt als Vertreter der FDP dieses Amt auch nach dem Ausscheiden der FDP aus der damaligen CDU/FDP Koalition des rheinland-pfälzischen Landtages noch inne, nachdem die CDU bei den Landtagswahlen im Frühjahr 1971 die absolute Mehrheit gewonnen hatte und die Regierung alleine stellte.
Nach der Bundestagswahl 1972 wurde er am 15. Dezember 1972 im zweiten Kabinett von Bundeskanzler Willy Brandt zum Bundesminister für Wirtschaft ernannt. Dieses Amt behielt er auch unter dem seit 1974 amtierenden Bundeskanzler Helmut Schmidt. Am 7. Oktober 1977 gab Friderichs überraschend sein Amt auf und wechselte in den Vorstand der Dresdner Bank.
Zusammen mit Klaus von Dohnanyi ist er der derzeit einzige noch lebende Bundesminister a. D. unter Willy Brandt.

## Ehrungen
- 1974: Alexander-Rüstow-Plakette
- 1977: Großes Goldenes Ehrenzeichen am Bande für Verdienste um die Republik Österreich[15]
- 1976: Columbus Ehrenpreis der Vereinigung Deutscher Reisejournalisten[16]
- 1978: Großes Verdienstkreuz der Bundesrepublik Deutschland[17]
- 2008: Ehrenmitglied der Wirtschaftsjunioren Rhein-Hessen
- 2016: Verdienstorden des Landes Rheinland-Pfalz